# Deutsche Snooker-Meisterschaft
Die deutsche Snooker-Meisterschaft ist ein Wettbewerb zur Ermittlung des deutschen Meisters in der Billardvariante Snooker. Er wird seit 1988 jährlich in verschiedenen Kategorien (Herren, Damen, Senioren & Jugend) ausgetragen. Seit 2005 ist Bad Wildungen fester Austragungsort der Ende Oktober bis Anfang November stattfindenden Wettkämpfe. Der deutsche Meistertitel für Mannschaften wird seit 1999 in der Snooker-Bundesliga ausgespielt.

## Titelträger (DSKV)
Von 1989 Bis 1998 wurde aufgrund zweier existierender deutscher Snooker-Dachverbände jährlich jeweils zwei Mal ein Deutscher Meister ermittelt. 1987 fand erstmals eine offene und internationale deutsche Meisterschaft statt, die im Jahr darauf vom Deutschen Snooker Kontroll Verband (DSKV) übernommen wurde; Sieger wurde bei den ersten drei Austragungen jeweils Mike Henson. 1989 wurden unter dem DSKV erstmals deutsche Meistertitel für Herren und Damen vergeben. Da die Teilnehmerzahl bei den ersten beiden Damenmeisterschaften nur gering war, wurde das Turnier von 1991 bis 1996 nicht mehr ausgetragen; die Frauen durften stattdessen an der Herrenmeisterschaft teilnehmen. Ab 1992 wurden zusätzlich auch eigene Turniere für Doppel und Mannschaften ausgetragen. 1997 wurde zudem eine Meisterschaft für U18-Junioren ausgetragen, die von Miriam Miosga gewonnen wurde.
Peter Wagner war mit drei Titeln Rekordsieger beim Herrenturnier.
| Jahr      | Herren           | Herren    | Herren             | Herren                               | Damen             | Senioren          | Doppel                             | Mannschaft                                                                                                 |
| Jahr      | Sieger           | Ergebnis  | Finalist           | Halbfinalisten                       | 1. Platz          | 1. Platz          | 1. Platz                           | 1. Platz                                                                                                   |
| --------- | ---------------- | --------- | ------------------ | ------------------------------------ | ----------------- | ----------------- | ---------------------------------- | --- |
| 1989      | Edgar Nickel     | unbekannt | Peter Sterzer      | unbekannt                            | Renate Newesil    | nicht ausgetragen | nicht ausgetragen                  | nicht ausgetragen                                                                                          |
| 1990      | Edgar Nickel     | 5:1       | Markus Drude       | unbekannt                            | Renate Newesil    | nicht ausgetragen | nicht ausgetragen                  | nicht ausgetragen                                                                                          |
| 1991      | Markus Drude     | 4:2       | Peter Sterzer      | Peter Wagner Olaf Pohlmann           | nicht ausgetragen | nicht ausgetragen | nicht ausgetragen                  | nicht ausgetragen                                                                                          |
| 1992      | Peter Wagner     | 4:2       | Markus Drude       | Peter Sterzer Lutz Koch              | nicht ausgetragen | nicht ausgetragen | Peter Sterzer Frank Hoitz          | Hannover 3 (Jörg Schneidewindt, Lutz Koch, Andre Fiene)                                                    |
| 1993      | Martin Krzewitza | 4:3       | Peter Wagner       | Sascha Diemer Frank Schröder         | nicht ausgetragen | nicht ausgetragen | Sascha Diemer 1 Karl-Heinz Beggel  | Fürth 1 (Peter Sterzer, Norbert Eckstein, Michael Bär)                                                     |
| 1994      | Sascha Diemer    | 4:0       | Michael Heeger     | Lasse Münstermann Hans-Joachim Meyer | nicht ausgetragen | nicht ausgetragen | Lasse Münstermann Jörg Duggen      | Breakers München (Sascha Diemer, Dieter Hantschk, Carl Rosenberger)                                        |
| 1995      | Peter Wagner     | 4:1       | Martin Krzewitza   | Dirk Hochheim Floris De Waard        | nicht ausgetragen | nicht ausgetragen | Dirk Hochheim Martin Gwozdz        | nicht ausgetragen                                                                                          |
| 1996      | Peter Wagner     | 6:4       | Lasse Münstermann  | Thomas Schweser unbekannt            | nicht ausgetragen | nicht ausgetragen | Olaf Thode Andreas Schlupkothen    | 1. SBC Bielefeld (Marco Hülsmann, Christian Jung, Michael Majewski, Lasse Münstermann, Michael Peitzmeier) |
| 1997      | Sascha Diemer    | 5:2       | Hans-Joachim Meyer | Carl Rosenberger Mario Burot         | Sigrid Kahl       | Peter Sterzer     | Lasse Münstermann Carl Rosenberger | Hannover (Jörg Schneidewindt, Lutz Koch, Jörg Duggen, Martin Gwozdz, Dirk Hochheim)                        |
| 1998/1999 | Mike Henson      | 5:0 2     | Sascha Diemer      | Dirk Hochheim Floris De Waard        | nicht ausgetragen | Peter Barnes 3    | Mike Henson Sascha Diemer 2        | Essen (Miro Popovic, Jakob Stacha, Thomas Hein, Gunnar Geiter, Frank Schiller, Frank Spieker, Kurt Stock)  |

## Titelträger (DBU)
Der Deutsche Pool Billard Bund (DPBB) trug 1988 die erste nationale deutsche Meisterschaft im Snooker aus. Nach einer zweijährigen Pause und der Neugründung des DPBB als Deutsche Billard-Union (DBU) kehrte das Turnier 1992 zurück und wird seitdem jährlich ausgetragen. 1992 wurde zudem vom Deutscher Damen Snooker Verband (DDSV) eine eigene Meisterschaft ausgespielt, die von Ilona Bernhard gewonnen wurde. Die DBU trug 1994 erstmals eine Damenmeisterschaft aus, allerdings wurde Bernhard bereits 1992 als einzige Teilnehmerin am Männerturnier zur Siegerin erklärt. Ab 1999 kamen zudem Meisterschaften für Junioren hinzu, im Jahr darauf wurde erstmals ein Turnier für Senioren ausgetragen.
Die Rekordhalter sind Marcus Westen, Lasse Münstermann, Patrick Einsle und Richard Wienold mit je 3 Titeln bei den Herren, Diana Stateczny mit 11 Titeln bei den Damen und Frank Schröder mit 6 Titeln bei den Senioren.
| Jahr | Herren                                  | Herren                                  | Herren                                  | Herren                                  | Damen                                   | Senioren                                | U21                                     | U19 5                                   | U16 6                                   |
| Jahr | Sieger                                  | Ergebnis                                | Finalist                                | Halbfinalisten 4                        | 1. Platz                                | 1. Platz                                | 1. Platz                                | 1. Platz                                | 1. Platz                                |
| ---- | --------------------------------------- | --------------------------------------- | --------------------------------------- | --------------------------------------- | --------------------------------------- | --------------------------------------- | --------------------------------------- | --------------------------------------- | --------------------------------------- |
| 1988 | Werner Grewatsch                        | unbekannt                               | Rainer Herweg                           | Michael Fehlberg Michael Engelen        | nicht ausgetragen                       | nicht ausgetragen                       | nicht ausgetragen                       | nicht ausgetragen                       | nicht ausgetragen                       |
| 1989 | Ralf Mund                               | 3:2                                     | Werner Grewatsch                        | Nooh Rahim unbekannt                    | nicht ausgetragen                       | nicht ausgetragen                       | nicht ausgetragen                       | nicht ausgetragen                       | nicht ausgetragen                       |
| 1990 | nicht ausgetragen                       | nicht ausgetragen                       | nicht ausgetragen                       | nicht ausgetragen                       | nicht ausgetragen                       | nicht ausgetragen                       | nicht ausgetragen                       | nicht ausgetragen                       | nicht ausgetragen                       |
| 1991 | nicht ausgetragen                       | nicht ausgetragen                       | nicht ausgetragen                       | nicht ausgetragen                       | nicht ausgetragen                       | nicht ausgetragen                       | nicht ausgetragen                       | nicht ausgetragen                       | nicht ausgetragen                       |
| 1992 | Thomas Bau                              | 4:2                                     | Werner Grewatsch                        | Jürgen Adam 7 Peter Wagner              | Ilona Bernhard                          | nicht ausgetragen                       | nicht ausgetragen                       | nicht ausgetragen                       | nicht ausgetragen                       |
| 1993 | Ralf Mund                               | 5:4                                     | Edgar Nickel                            | Werner Grewatsch Peter Wagner 7         | nicht ausgetragen                       | nicht ausgetragen                       | nicht ausgetragen                       | nicht ausgetragen                       | nicht ausgetragen                       |
| 1994 | Wolfgang Gerlach                        | 4:1                                     | Birol Bayraktar                         | Claus Mader 7 Denis Vuk                 | Birgit Reimann                          | nicht ausgetragen                       | nicht ausgetragen                       | nicht ausgetragen                       | nicht ausgetragen                       |
| 1995 | Marcus Westen                           | 4:1                                     | Magid Popalzei                          | Norbert Feiertag Roland Feiertag 7      | Birgit Reimann                          | nicht ausgetragen                       | nicht ausgetragen                       | nicht ausgetragen                       | nicht ausgetragen                       |
| 1996 | Marcus Westen                           | 4:2                                     | Christoph Hilbert                       | Peter Trappmann Ralf de Vries           | Dorothea Stieger                        | nicht ausgetragen                       | nicht ausgetragen                       | nicht ausgetragen                       | nicht ausgetragen                       |
| 1997 | Thomas Hein                             | 4:3                                     | Marcus Westen                           | Roland Feiertag Gerhard Nanik           | Natascha Niermann                       | nicht ausgetragen                       | nicht ausgetragen                       | nicht ausgetragen                       | nicht ausgetragen                       |
| 1998 | Marcus Westen                           | 4:0                                     | Thomas Hein                             | Jürgen Kesseler Philip Hanel            | Birgit Reimann                          | nicht ausgetragen                       | nicht ausgetragen                       | nicht ausgetragen                       | nicht ausgetragen                       |
| 1999 | Thomas Hein                             | 4:0                                     | Kurt Stock                              | Marcus Westen André Jung                | Miriam Miosga                           | nicht ausgetragen                       | André Jung                              | Sascha Lippe                            | nicht ausgetragen                       |
| 2000 | Mike Henson                             | 4:1                                     | Kurt Stock                              | Andreas Metz André Jung                 | Natascha Niermann                       | Peter Barnes                            | Lasse Münstermann                       | Sascha Lippe                            | nicht ausgetragen                       |
| 2001 | Sascha Diemer                           | 4:2                                     | Lasse Münstermann                       | Marco Hülsmann Mario Burot              | Natascha Niermann                       | Klaus Niers                             | Sascha Lippe                            | Sascha Lippe                            | nicht ausgetragen                       |
| 2002 | Mike Henson                             | 4:3                                     | Sascha Lippe                            | Kurt Stock Patrick Einsle               | Natascha Niermann                       | Del Taylor                              | Patrick Einsle                          | Sascha Lippe                            | nicht ausgetragen                       |
| 2003 | Lasse Münstermann                       | 4:2                                     | Kurt Stock                              | Olaf Thode Mario Burot                  | Natascha Niermann                       | Del Taylor                              | Patrick Einsle                          | Patrick Einsle                          | nicht ausgetragen                       |
| 2004 | Lasse Münstermann                       | 4:0                                     | Sascha Lippe                            | Phil Barnes Christian Gabriel           | Natascha Niermann                       | Del Taylor                              | Sascha Lippe                            | Christian Gabriel                       | nicht ausgetragen                       |
| 2005 | Itaro Santos                            | 4:0                                     | Lasse Münstermann                       | Andreas Cieslak Mario Burot             | Ramona Kirchner                         | Frank Schröder                          | Christian Gabriel                       | Marco Lützen                            | nicht ausgetragen                       |
| 2006 | Lasse Münstermann                       | 4:3                                     | Itaro Santos                            | Christian Gabriel Sascha Lippe          | Natascha Niermann                       | Frank Schröder                          | Patrick Einsle                          | Patrick Einsle                          | nicht ausgetragen                       |
| 2007 | Sascha Lippe                            | 4:1                                     | Michael Heeger                          | Patrick Einsle Olaf Thode               | Natascha Niermann                       | Frank Schröder                          | Stefan Kasper                           | Stefan Kasper                           | nicht ausgetragen                       |
| 2008 | Itaro Santos                            | 4:0                                     | Christian Gabriel                       | Jörn Hannes-Hühn Stefan Kasper          | Susanne Repplinger                      | Thomas Höltschl                         | Stefan Kasper                           | Armin Schmidt                           | Tobias Rautenberg                       |
| 2009 | Patrick Einsle                          | 4:2                                     | Itaro Santos                            | Thomas Hein Sascha Lippe                | Diana Stateczny                         | Thomas Hein                             | Florian Werres                          | Benedikt Griesdorn                      | Wladimir Ponomarenko                    |
| 2010 | Stefan Kasper                           | 4:1                                     | Sascha Lippe                            | Andreas Cieslak Jakob Stacha            | Diana Stateczny                         | Miro Popovic                            | Roman Dietzel                           | Benedikt Griesdorn                      | Lukas Kleckers                          |
| 2011 | Patrick Einsle                          | 4:3                                     | Stefan Kasper                           | Roman Dietzel Sascha Lippe              | Anne-Katrin Hirsch                      | Frank Schröder                          | André Lackner                           | Pawel Leyk                              | Kevin Malz                              |
| 2012 | Patrick Einsle                          | 4:2                                     | Roman Dietzel                           | Olaf Thode Robin Otto                   | Diana Stateczny                         | Thomas Damm                             | Lukas Kleckers                          | Michael Schnabel                        | Lukas Kleckers                          |
| 2013 | Lukas Kleckers                          | 4:2                                     | Roman Dietzel                           | Marco Weber Sascha Lippe                | Diana Stateczny                         | Mario Burot                             | Lukas Kleckers                          | Lukas Kleckers                          | Simon Lichtenberg                       |
| 2014 | Roman Dietzel                           | 4:2                                     | Sascha Breuer                           | Sascha Lippe Jan Eisenstein             | Diana Stateczny                         | Mario Burot                             | Lukas Kleckers                          | Tobias Bongers                          | Umut Dikme                              |
| 2015 | Sascha Lippe                            | 4:3                                     | Patrick Einsle                          | Robin Otto Roman Dietzel                | Stefanie Müller                         | Olaf Thode                              | Kevin Malz                              | nicht ausgetragen                       | Umut Dikme                              |
| 2016 | Simon Lichtenberg                       | 4:2                                     | Roman Dietzel                           | Jan Eisenstein Patrick Einsle           | Diana Stateczny                         | Frank Schröder                          | Michael Schnabel                        | nicht ausgetragen                       | Umut Dikme                              |
| 2017 | Richard Wienold                         | 4:2                                     | Roman Dietzel                           | Simon Lichtenberg Felix Frede           | Diana Stateczny                         | Thomas Hein                             | Richard Wienold                         | nicht ausgetragen                       | Fabian Haken                            |
| 2018 | Michael Schnabel                        | 4:1                                     | Daniel Sciborski                        | Umut Dikme Robin Otto                   | Linda Erben                             | Thomas Hein                             | Umut Dikme                              | nicht ausgetragen                       | Germanos Nestoridis                     |
| 2019 | Lukas Kleckers                          | 4:0                                     | Robin Otto                              | Michael Schnabel Felix Frede            | Linda Erben                             | Frank Schröder                          | Richard Wienold                         | Fabian Haken                            | Jakob Pfeiffer                          |
| 2020 | aufgrund der COVID-19-Pandemie abgesagt | aufgrund der COVID-19-Pandemie abgesagt | aufgrund der COVID-19-Pandemie abgesagt | aufgrund der COVID-19-Pandemie abgesagt | aufgrund der COVID-19-Pandemie abgesagt | aufgrund der COVID-19-Pandemie abgesagt | aufgrund der COVID-19-Pandemie abgesagt | aufgrund der COVID-19-Pandemie abgesagt | aufgrund der COVID-19-Pandemie abgesagt |
| 2021 | Alexander Widau                         | 4:2                                     | Soner Sari                              | Loris Lehmann Michael Schnabel          | Diana Stateczny                         | Miro Popovic                            | Felix Kirsten                           | Alexander Widau                         | Christian Richter                       |
| 2022 | Richard Wienold                         | 4:1                                     | Umut Dikme                              | Robin Otto Jan Eisenstein               | Diana Stateczny                         | Miro Popovic                            | Fabian Haken                            | Marec Stachly                           | Lennart Tomei                           |
| 2023 | Richard Wienold                         | 4:0                                     | Alexander Widau                         | Sven-Goran Maier Felix Kirsten          | Diana Stateczny                         | Miro Popovic                            | Felix Kirsten                           | Marec Stachly                           | Christian Richter                       |
| 2024 | Umut Dikme                              | 4:3                                     | Simon Lichtenberg                       | Alexander Widau Christian Richter       | Diana Stateczny                         | Miro Popovic                            | Alexander Widau                         | Christian Richter                       | Lennart Tomei                           |

## Titelträger (6-Reds)
Seit 2016 wird außerdem noch eine Bundesmeisterschaft in der Variante 6-Reds ausgetragen. Es dürfen sowohl Männer als auch Frauen teilnehmen. 2019 wurde das Turnier erstmals als Deutsche Meisterschaft ausgetragen.
| Jahr | Sieger                                  | Ergebnis                                | Finalist                                | Halbfinalisten 8                         |
| ---- | --------------------------------------- | --------------------------------------- | --------------------------------------- | ---------------------------------------- |
| 2016 | Lukas Kleckers                          | 4:0                                     | Robin Otto                              | Felix Frede Armin Schmidt                |
| 2017 | Simon Lichtenberg                       | 4:1                                     | Christoph Gawlytta                      | Daniel Schneider Luca Kaufmann           |
| 2018 | Jean-Luca Nüßgen                        | 5:0                                     | Daniel Schneider                        | David Lis Luca Kaufmann                  |
| 2019 | Lukas Kleckers                          | 4:2                                     | Sascha Breuer                           | Miro Popovic Felix Frede                 |
| 2020 | aufgrund der COVID-19-Pandemie abgesagt | aufgrund der COVID-19-Pandemie abgesagt | aufgrund der COVID-19-Pandemie abgesagt | aufgrund der COVID-19-Pandemie abgesagt  |
| 2021 | aufgrund der COVID-19-Pandemie abgesagt | aufgrund der COVID-19-Pandemie abgesagt | aufgrund der COVID-19-Pandemie abgesagt | aufgrund der COVID-19-Pandemie abgesagt  |
| 2022 | Richard Wienold                         | 5:4                                     | Felix Frede                             | Wojciech Pastor Antonio Aguado Rodriguez |
| 2023 | Alexander Widau                         | 5:0                                     | Felix Frede                             | Jan Eisenstein Julien Leifert            |
| 2024 | Richard Wienold                         | 5:4                                     | Luca Kaufmann                           | Suphi Yalman Miro Popovic                |
| 2025 | Richard Wienold                         | 5:0                                     | Luca Kaufmann                           | Patrick Klaiber Fabian Haken             |